# Oetelhoazendam
Oetelhoazendam is de naam van Hintham tijdens carnaval.
Hintham lag vroeger net buiten het moeras rondom de stad 's-Hertogenbosch. Doordat Hintham ook tussen Rosmalen en 's-Hertogenbosch ligt, vormt het als het ware een dam tussen de Zandhazen en de Oetels.
Oetelhoazendam heeft geen eigen prins en geen eigen jeugdprinses. De prins van Zandhazendurp vertegenwoordigt ook Oetelhoazendam en komt ook in Oetelhoazendam carnaval vieren. Ook heeft het geen grote optocht, maar wel een kinderoptocht.
Het carnavalscentrum van Oetelhoazendam is Cultureel Centrum De Biechten. Oetelhoazendam kent één carnavalsvereniging. De naam van deze vereniging luidt C.V. Nog eentje dan. Deze vereniging luistert het carnaval in De Biechten op met hun repertoire. Deze vereniging wordt ook uitgenodigd om tijdens het carnaval in andere dorpen te spelen.